# Потапова (деревня)
Потапова — деревня  в Байкаловском районе Свердловской области. Входит в состав Краснополянского сельского поселения. Управляется Чурманским сельским советом.

## География
Населённый пункт расположен на левом берегу реки Чурманка в 12 километрах на северо-запад от районного центра — села Байкалово.

### Часовой пояс
Потапова, как и вся Свердловская область, находится в часовой зоне МСК+2. Смещение применяемого времени относительно UTC составляет +5:00.

## Население
| 2002 | 2010 | 2021 |
| ---- | ---- | ---- |
| 26   | ↘10  | ↘6   |

## Инфраструктура
В деревне расположена всего одна улица (Набережная).